# Vol SilkAir 185
Le vol SilkAir 185 était un vol international régulier de la compagnie aérienne SilkAir entre Jakarta et Singapour. Le 19 décembre 1997, le Boeing 737-300 assurant le vol s'écrase dans le fleuve Musi, à proximité de la ville de Palembang, en Indonésie. Les 104 passagers et membres d'équipage périssent dans l'accident. Il s'agit du premier et du seul accident mortel impliquant un appareil de SilkAir, depuis sa création en 1975.
Ce crash, qui a fait l'objet de plusieurs enquêtes, a provoqué une controverse dans le monde de l'aviation entre l'enquête du NTSB qui a conclu à un suicide par pilote et la Cour suprême de Californie qui a jugé que le crash était dû à une servovalve défectueuse.

## Avion et équipage
L'appareil effectuant le vol 185 était un Boeing 737-36N, immatriculé 9V-TRF (numéro de série 28556) et propulsé par deux turboréacteurs à double flux CFM International CFM56-3B2. Après avoir effectué son vol inaugural le 27 janvier 1997, il a été livré à SilkAir le 14 février, 10 mois avant l'accident, ce qui en faisait un avion quasiment neuf. Au moment de l'accident, il s'agissait de l'avion le plus récent de la flotte de SilkAir, cumulant plus de 2 200 heures de vol et 1 300 cycles (décollage/atterrissage).
Ce vol est assuré par le commandant de bord Tsu Way Ming (41 ans), de nationalité singapourienne, ancien pilote sur A-4 Skyhawk au sein de la Force aérienne de la république de Singapour, et par le copilote Duncan Ward (23 ans), de nationalité néo-zélandaise.

## Déroulement du vol
Le vol 185 devait relier Jakarta et Singapour, pour un vol prévu de 80 minutes, avec 97 passagers et un équipage de sept personnes à bord. Une météo favorable était attendu pour cet itinéraire, à l'exception de quelques orages près de l'île de Singkep, à 120 km au sud de Singapour. 
À 15 h 37 heure locale, l'appareil décolle de la piste 25R de l'aéroport international Soekarno-Hatta et obtient l'autorisation du contrôleur aérien de monter à 35 000 pieds (11 000 m). 
À 15 h 47, alors qu'il franchissait 24 500 pieds (7 468 m), l'équipage a demandé l'autorisation de se diriger directement vers le point de cheminement PARDI (0°34′S 104°13′E) ; puis, à 15 h 53, les pilotes signalent avoir atteint l'altitude de croisière et ont été autorisés à se rendre directement à PARDI.
À 16 h 5, alors que le vol 185 chemine vers Palembang, l'enregistreur de conversations du poste de pilotage s'arrête, pour une raison indéterminée. 
À 16 h 10, le contrôleur aérien informe l'équipage de sa position et lui donne des instructions à suivre pour contacter la tour de Singapour. L'équipage accuse réception de l'appel. À 16 h 11, c'est cette fois l'enregistreur des données du vol qui s'arrête.
À 16 h 12, le vol 185 est toujours à 35 000 pieds lorsqu'il plonge soudainement en spirale vers le sol. De nombreuses parties de l'avion, y compris une grande partie de la queue, ont commencé à se séparer du fuselage, en raison des forces aérodynamique élevées résultant du plongeon, l'appareil se déplaçant à une vitesse supérieure à la vitesse du son pendant quelques secondes avant l'impact ; et le 737 finit par s'écraser dans le delta du fleuve Musi, tuant sur le coup les 104 personnes à bord.

Débris de l'appareil
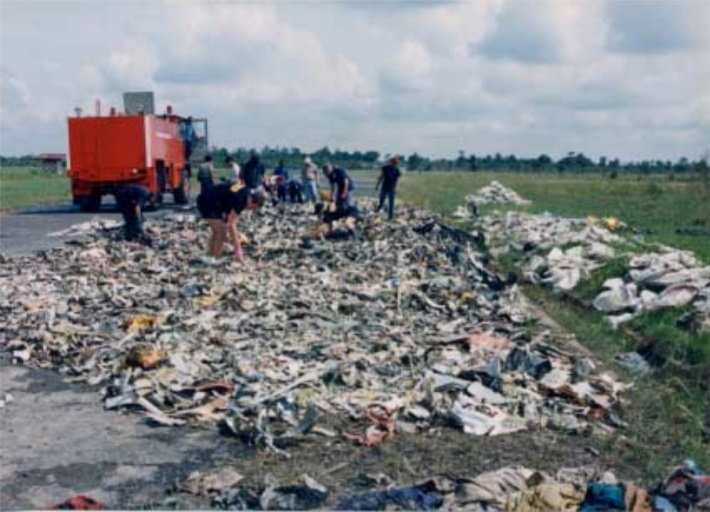
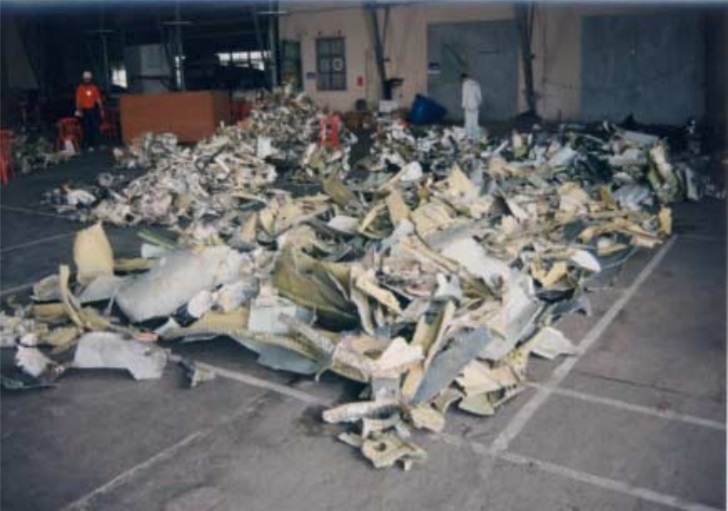
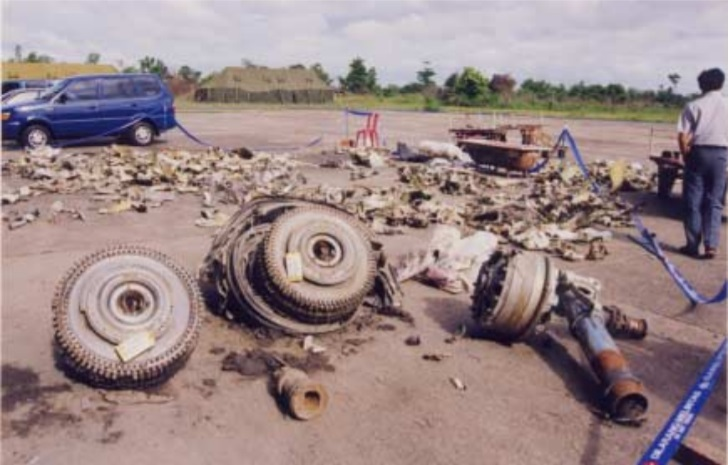

L'avion s'est brisé en de nombreux morceaux avant l'impact, les débris étant répartis sur une large zone, bien que la grande majorité de l'épave soit concentrée dans une zone de 60 m de long sur 80 m de large, au fond du fleuve. Des parties de l'avion se sont enfoncées à 15 pieds (4,6 m) dans le lit du fleuve. 
Aucun corps complet ou partie de corps n'a été retrouvé, car l'appareil et ses occupants ont été pulvérisé lors de l'impact. Seules six personnes ont ensuite pu être identifiés, à partir des quelques restes humains retrouvés parmi les débris de l'avion.

## Victimes
SilkAir a publié un communiqué de presse le jour de l'accident, avec un décompte des passagers par nationalité, et un autre le lendemain avec les détails concernant l'équipage et un manifeste complet des passagers.
| Nationalité        | Passagers | Équipage | Total |
| ------------------ | --------- | -------- | ----- |
| Singapour          | 40        | 6        | 46    |
| Indonésie          | 23        | 0        | 23    |
| Malaisie           | 10        | 0        | 10    |
| États-Unis         | 5         | 0        | 5     |
| France             | 5         | 0        | 5     |
| Allemagne          | 4         | 0        | 4     |
| Royaume-Uni        | 3         | 0        | 3     |
| Japon              | 1         | 0        | 1     |
| Australie          | 1         | 0        | 1     |
| Autriche           | 1         | 0        | 1     |
| Bosnie-Herzégovine | 1         | 0        | 1     |
| Inde               | 1         | 0        | 1     |
| Nouvelle-Zélande   | 0         | 1        | 1     |
| Taïwan             | 1         | 0        | 1     |
| Total              | 97        | 7        | 104   |

Parmi les morts figure la mannequin et femme de lettres singapourienne Bonny Hicks.  

## Enquêtes
Les boîtes noires du 737 sont assez rapidement récupérées mais on constate que toutes deux ont été déconnectées peu avant le piqué de l'avion. Le NTSC (Bureau d'enquête indonésien sur les accidents de transport) et le NTSB (Bureau d'enquête américain) vont lancer chacun une enquête sur le crash, qui vont aboutir à une controverse.

### Conclusions du NTSB
Selon le bureau américain, aucune défaillance mécanique n'a été détectée, et il estime donc que les boîtes noires ont été débranchées volontairement. Le NTSB a estimé en utilisant des modélisations informatiques que le commandant de bord aurait volontairement manipulé les commandes de manière à provoquer la spirale mortelle de l'avion, afin de faire écraser l'avion et de se suicider, en emportant tous les passagers avec lui. Il aurait personnellement éteint les boîtes noires dans ce but. 
L'élément décisif de l'enquête est qu'il fut démontré, simulateur à l'appui, que le piqué très abrupt de l'avion ne pouvait avoir été effectué que par une manœuvre manuelle car aucune panne possible ne pouvait provoquer une trajectoire en piqué aussi courte que celle enregistrée par les radars par rapport au point d'impact où furent récupérés 75 % des débris de l'épave. 
Le NTSB a estimé pouvoir prouver cette théorie par le fait que le pilote connaissait à l'époque de l'accident des difficultés financières importantes, point contesté par les enquêteurs indonésiens, qui auraient motivé un suicide. Néanmoins, cette théorie a été beaucoup critiquée par des experts, qui ont estimé que le comportement du commandant de bord le jour du crash ne ressemblait pas du tout à celui de quelqu'un qui va se suicider : il avait fait une annonce de départ tout à fait normale aux passagers et semblait avoir demandé à sa femme de venir le chercher à son arrivée à l'aéroport.

### Conclusions du NTSC
Alors que les enquêteurs indonésiens du NTSC n'ont trouvé « aucune preuve concrète » pour étayer les allégations du NTSB à propos d'un suicide du commandant de bord, et qu'il a été déterminé par les enquêteurs et par le fabricant de la gouverne du 737, Parker-Hannifin, que l'unité de commande de puissance hydraulique (PCU) précédemment suspectée ne présentait aucune défaillance, le rapport final indique que le NTSC n'est pas en mesure de déterminer la cause exacte de l'accident, et n'est donc pas concluant.

### Conclusions de la Cour suprême de Californie
En 2004, la Cour suprême de Californie a jugé le cas du vol 185 à la suite d'une plainte de familles de victimes du crash. 
Bien que le NTSB et le fabricant de la PCU, Parker-Hannifin, aient déjà déterminé qu'elle fonctionnait correctement et n'était donc pas la cause de l'accident, la cour a estimé, en suivant les enquêtes d'autres experts, que le crash était dû à une servovalve défectueuse au sein de l'unité de commande de l'alimentation contrôlant la gouverne de direction de l'avion, sur la base des résultats d'analyse d'un microscope électronique, qui ont déterminé que des défauts infimes au sein de la PCU avaient causé le blocage de la gouverne de direction, causant une perte de contrôle et le plongeon du 737.
Les experts ont trouvé que les derniers instants du vol 185 présentaient les mêmes caractéristiques que celles de deux crashs antérieurs dus à de telles défaillances, les vols  United Airlines 585 et  USAir 427. Une telle défaillance bloque la gouverne dans le sens opposé de l'action des pilotes et rend ainsi l'avion incontrôlable. 
Par la suite, Parker-Hannifin fut condamné à payer une amende de 43 millions de dollars US. Parker-Hannifin a ensuite fait appel du verdict, qui a abouti à un règlement à l'amiable pour un montant non divulgué. La FAA a également ordonné une mise à niveau de tous les systèmes de commande de la gouverne de directions des Boeing 737 en service à l'époque (Voir : Accidents liés à la gouverne du Boeing 737).

## Médias
L'accident a fait l'objet d'un épisode dans la série télé Air Crash nommé Poussé à bout (saison 12 - épisode 13).